# Anolis calimae
Anolis calimae är en ödleart som beskrevs av  Franklin Ayala HARRIS och WILLIAMS 1983. Anolis calimae ingår i släktet anolisar, och familjen Polychrotidae. Inga underarter finns listade i Catalogue of Life.